# Muhammad VI del Marocco
Muhammad VI del Marocco (in arabo محمد السادس‎?, Muḥammad al-Sādis; in berbero ⵎⵓⵃⵎⵎⴷ ⵡⵉⵙⵙ ⵚⴹⵉⵚ, Muḥmmd wiss ṣḍiṣ; Rabat, 21 agosto 1963) è l'attuale re del Marocco.
Il sovrano è appartenente alla dinastia alawide ed è salito al trono il 30 luglio 1999, succedendo a suo padre, il Re Hassan II. Ha un fratello minore, il principe Mulay Rachid, e 3 sorelle: Lalla Meryem, Lalla Asma e Lalla Hasna.
È reputato un "modernizzatore" per le numerose politiche atte a emancipare la nazione dall'ipoteca religiosa, soprattutto nel campo del diritto familiare. Nel 2022 il suo patrimonio personale è stato stimato in circa 8,2 miliardi di dollari.

## Biografia

### Infanzia e formazione
Muhammad VI è nato a Rabat il 21 agosto 1963, primogenito del re Hasan II e della sua seconda moglie Lalla Latifa Hammou, di origini berbere. A quattro anni di età, ha incominciato a frequentare per volontà di suo padre la scuola coranica del Palazzo reale.
Muhammad VI è laureato in giurisprudenza all'Università Mohammed V di Rabat, nel 1985. Ha poi conseguito il dottorato all'Università di Nizza-Sophia Antipolis con una dissertazione dal titolo "Cooperazione tra la Comunità Europea e il Maghreb". Già a partire dagli anni settanta aveva cominciato a sostituire suo padre nei viaggi ufficiali all'estero in qualità di principe ereditario, partecipando a diverse riunioni e conferenze nazionali e internazionali.
Muhammad VI è salito al trono il 23 luglio 1999, poco dopo la morte del padre Hasan. Il 22 giugno 2000 ha ricevuto il dottorato honoris causa dalla George Washington University.

### Regno
Nel suo regno Muhammad VI è rimasto fedele a una linea politica più moderata rispetto a quella di suo padre. Immediatamente dopo la sua incoronazione ha tenuto un discorso televisivo in cui ha promesso di adoperarsi per combattere i problemi che affliggono il suo paese, come la povertà e la corruzione. Del pari ha garantito di voler migliorare la situazione economica e quella dei diritti umani. Successivamente ha quindi decretato la fine del regime poliziesco ereditato dal padre. Politicamente ha aperto al dialogo con l'opposizione, liberando numerosi prigionieri politici e richiamando dall'esilio diversi dissidenti politici.
Il 30 luglio 2001 Muhammad VI, nel discorso alla nazione, ha sottolineato il carattere plurale dell'identità nazionale marocchina e ha annunciato la creazione dell'Istituto Reale per la Cultura Amazigh, incaricato della salvaguardia e della promozione della lingua e della cultura amazigh. La modernità di Muhammad VI gli ha provocato contrasti con le forze conservatrici del paese, ma ciò non gli ha impedito nel 2004 di introdurre una riforma liberale del diritto di famiglia, la "Mudawwana", che garantisce maggiori diritti alle donne.
Rimane tuttora irrisolta la questione del Sahara Occidentale, il cui territorio è occupato dal Marocco e rivendicato dal Fronte Polisario. Attualmente è presente nel territorio la missione MINURSO, che mantiene un cessate il fuoco tra il Fronte Polisario e il Marocco raggiunto nel 1991. Muhammad VI ha decretato la creazione del CORCAS, un consiglio composto da 140 membri che è responsabile per la negoziazione con il Fronte Polisario e lo sviluppo economico e sociale del Sahara Occidentale. In risposta agli appelli del Consiglio di Sicurezza ONU alle parti per porre fine alla situazione di stallo politico, il Marocco ha presentato l’11 aprile 2007 al Segretario Generale l’"iniziativa marocchina di negoziazione di uno status d’autonomia per la regione del Sahara", considerata dagli osservatori internazionali il miglior compromesso accettabile per la soluzione di questo conflitto. L'ONU ha suggerito alle parti di entrare in negoziati diretti e incondizionati sul tema.
Le proteste del 2011-2012 hanno espresso l'insofferenza crescente nei confronti del potere monarchico e il desiderio di riforme costituzionali che aumentino il potere delle istituzioni elette (Parlamento e governo) rispetto a quello del re. Muhammad VI, intercettando il malcontento sociale, ha promosso nel 2011 un referendum costituzionale, a seguito del quale è tenuto a indicare come primo ministro il leader del partito di maggioranza relativa.
Nel 2023 ha decretato un piano trentennale di contrasto alla siccità, incrementando i finanziamenti per migliorare le reti idriche nazionali per uso domestico e agricolo e salvaguardare l'approvvigionamento idrico dai cambiamenti climatici. Il piano prevede di aumentare la capacità di stoccaggio a 6,6 miliardi di metri cubi di acqua dolce, attraverso la costruzione di nuove dighe e la transizione verso fonti idriche non convenzionali come l'acqua di mare desalinizzata.

### Politica estera

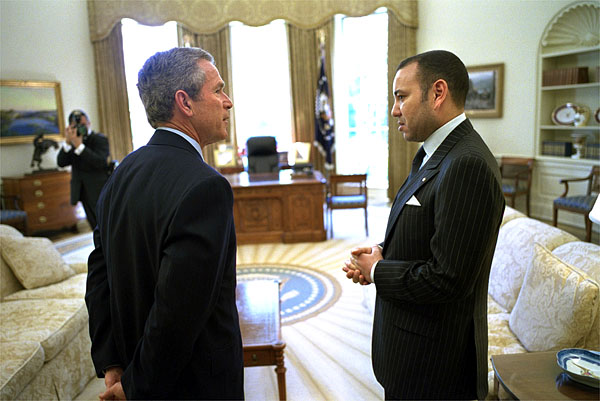
Mohammed VI incontra George Bush nello Studio Ovale il 23 aprile 2002

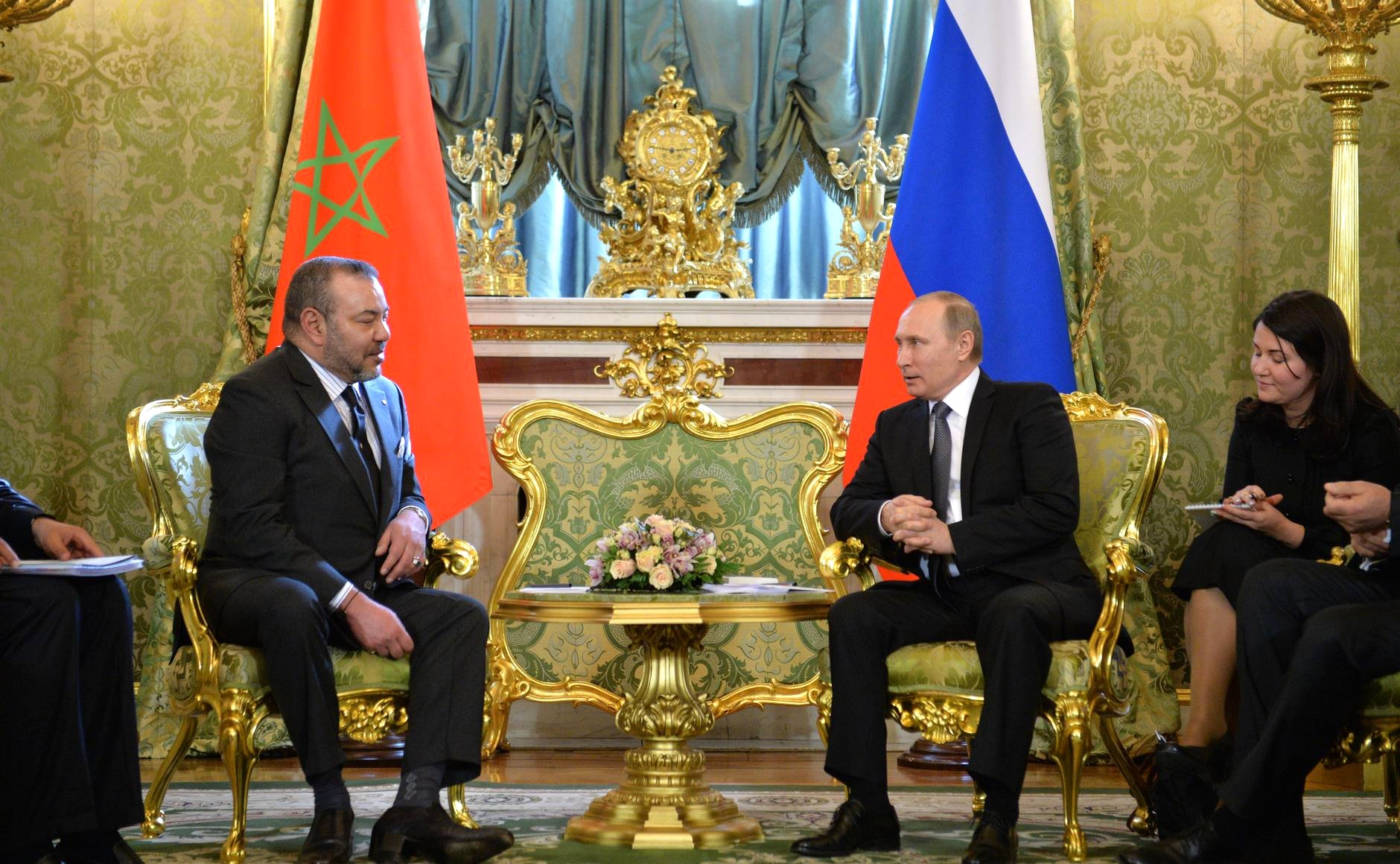
Incontro tra Mohammed VI e Vladimir Putin al Cremlino il 15 marzo 2016

Dall'ottobre 2000 il Marocco ha interrotto le relazioni diplomatiche con Israele per ribadire il suo fermo sostegno alla Palestina.
Nel marzo 2003 il Marocco si è espresso contro l'intervento anglo-americano in Iraq, segnando in questo modo un momentaneo raffreddamento nelle relazioni con i suoi tradizionali alleati occidentali. Muhammad VI si è schierato apertamente contro il fondamentalismo islamico, specialmente dopo gli attentati di Casablanca del 16 maggio 2003. Proprio l'attuazione di attente politiche di contrasto al terrorismo da parte del governo ha reso il Marocco il più sicuro tra i paesi del Nordafrica, sommato alla solida collaborazione dei servizi segreti marocchini con quelli europei sul fronte dell'antiterrorismo.
Solidi sono i rapporti con gli Stati Uniti e la Francia, mentre quelli con la Spagna sono occasionalmente tesi, a causa degli ultimi possedimenti spagnoli in territorio marocchino lungo la costa mediterranea e di tematiche legate all'immigrazione e alla pesca; i due stati hanno inoltre sfiorato lo scontro armato nel luglio 2002 per il possesso dell'isolotto di Perejil. Parallelamente, sono in forte sviluppo anche i rapporti con la Russia e la Cina.
Nel Maghreb sono rimasti tesi i rapporti con l'Algeria (sempre per via del nodo irrisolto del Sahara Occidentale, essendo l'Algeria il principale sostenitore del Fronte Polisario), mentre più positivi sono i rapporti con la Tunisia.
Il sovrano si è speso nella rinnovata edificazione di buoni rapporti con gli altri Stati africani, con frequenti visite ufficiali e la firma di diversi accordi, arrivando a riammettere il Marocco all'interno dell'Unione africana il 30 gennaio 2017, organizzazione (che precedentemente aveva il nome di Organizzazione dell'unità africana) da cui il suo paese si era ritirato il 12 novembre 1984 a seguito del riconoscimento dell'indipendenza della Repubblica Democratica Araba dei Sahrawi (autoproclamata dal Fronte Polisario) e della sua entrata nell'Organizzazione.

## Affari e ricchezza
Muhammad VI è il principale uomo d'affari e banchiere del Marocco e la famiglia reale ha una delle più grandi fortune al mondo. Insieme, detengono le quote di maggioranza della holding Al Mada, precedentemente denominata Société Nationale d'Investissement (SNI), che era originariamente di proprietà statale, ma è stata fusa nel 2013 con Omnium Nord Africain (Gruppo ONA), per formare un'unica holding che è stata tolta dalla Borsa di Casablanca, con conseguente ristrutturazione per un equivalente di 50 miliardi di Dirham di capitalizzazione di mercato (circa 6 miliardi di dollari USA).
Al Mada ha un portafoglio diversificato composto da molte importanti attività in Marocco, operanti in vari settori, tra cui Attijariwafa Bank (bancario), Managem (minerario), Onapar, SOMED (turismo/immobiliare e distributore esclusivo di Maserati), Wafa Assurance (assicurazioni), Marjane (catena di ipermercati), Wana-Inwi (telecomunicazioni), SONASID (siderurgia), Lafarge Maroc, Sopriam (distributore esclusivo Peugeot-Citroën in Marocco), Renault Maroc (distributore esclusivo Renault in Marocco) e Nareva (energia).
SNI e ONA possedevano entrambe partecipazioni in Brasseries du Maroc, il più grande produttore di bevande alcoliche e distributore di marchi come Heineken nel paese. Nel marzo 2018 la SNI ha adottato il nome attuale, Al Mada.
Muhammad VI è anche un importante produttore agricolo e proprietario terriero in Marocco, dove l'agricoltura è esentata dalle tasse. La sua holding personale SIGER ha partecipazioni nel grande gruppo agricolo "Les domaines agricoles" (originariamente chiamato "Les domaines royaux", ora comunemente noto come "Les domaines"), fondato da Hassan II. Nel 2008 Telquel ha stimato che "Les domaines" ha avuto un fatturato di 157 milioni di dollari, con 170.000 tonnellate di agrumi esportati in quell'anno; secondo la stessa rivista, la società possiede ufficialmente 12.000 ettari di terreni agricoli. "Chergui", produttore di prodotti lattiero-caseari, è il marchio più riconoscibile del gruppo. Tra il 1994 e il 2004 il gruppo è stato gestito dal cognato di Muhammad VI, Khalid Benharbit, marito della principessa Lalla Hasna. "Les domaines" possiede anche il "Royal Golf de Marrakech", che originariamente apparteneva a Thami El Glaoui.
Secondo Forbes, il budget operativo giornaliero del suo palazzo è di 960.000 dollari, che viene pagato dallo stato marocchino; gran parte è dovuto alle spese di personale, vestiti e riparazioni auto.
Nel 2012 il 20,7% di 2M (un canale televisivo satellitare pubblico) è di proprietà di Muhammad VI, mentre circa il 68% è controllato dal governo marocchino.

## Vita privata
Il 21 marzo 2002 Muhammad VI ha sposato l'informatica Salma Bennani, originaria di Fès, che con le nozze è diventata principessa (per la prima volta nella storia della monarchia alawide) col nome di Lalla Salma. L'8 maggio 2003 la principessa ha dato alla luce il primogenito della coppia, il principe ereditario Moulay Hassan. Il 28 febbraio 2007 è nata la principessa Lalla Khadija, secondogenita della coppia reale. Il divorzio della coppia fu annunciato il 21 marzo 2018.

## Ascendenza
|                                    |                        |                            | Genitori                      |  |  | Nonni |  |  | Bisnonni                  |  |  | Trisnonni                   |  |
|                                    |                        |                            |                               |  |  |       |  |  | Sultano Yusuf del Marocco |  |  | Sultano Hasan I del Marocco |  |
|                                    |                        |                            |                               |  |  |       |  |  | Sultano Yusuf del Marocco |  |  | Sultano Hasan I del Marocco |  |
|                                    |                        | Lalla Ruqiya               |                               |  |  |       |  |  | Sultano Yusuf del Marocco |  |  |                             |  |
| Re Mohammed V del Marocco          |                        |                            |                               |  |  |       |  |  | Sultano Yusuf del Marocco |  |  |                             |  |
|                                    |                        | Lalla Yaqut                | …                             |  |  |       |  |  |                           |  |  |                             |  |
|                                    |                        | Lalla Yaqut                | …                             |  |  |       |  |  |                           |  |  |                             |  |
|                                    |                        | Lalla Yaqut                | …                             |  |  |       |  |  |                           |  |  |                             |  |
| Re Hasan II del Marocco            |                        | Lalla Yaqut                |                               |  |  |       |  |  |                           |  |  |                             |  |
|                                    |                        | Moulay Mohammed bin Hassan | Sultano Hasan I del Marocco * |  |  |       |  |  |                           |  |  |                             |  |
|                                    |                        | Moulay Mohammed bin Hassan | Sultano Hasan I del Marocco * |  |  |       |  |  |                           |  |  |                             |  |
|                                    |                        | Moulay Mohammed bin Hassan | …                             |  |  |       |  |  |                           |  |  |                             |  |
| Lalla Abla bint Mohammed al-Tahar  |                        | Moulay Mohammed bin Hassan |                               |  |  |       |  |  |                           |  |  |                             |  |
|                                    |                        | …                          | …                             |  |  |       |  |  |                           |  |  |                             |  |
|                                    |                        | …                          | …                             |  |  |       |  |  |                           |  |  |                             |  |
|                                    |                        | …                          | …                             |  |  |       |  |  |                           |  |  |                             |  |
| Re Mohammed VI del Marocco         |                        | …                          |                               |  |  |       |  |  |                           |  |  |                             |  |
|                                    | Mouha ou Hammou Zayani | Mouha ou Aqqa              |                               |  |  |       |  |  |                           |  |  |                             |  |
|                                    | Mouha ou Hammou Zayani | Mouha ou Aqqa              |                               |  |  |       |  |  |                           |  |  |                             |  |
|                                    | Mouha ou Hammou Zayani | …                          |                               |  |  |       |  |  |                           |  |  |                             |  |
| Hassan ould Mouha ou Hammou Zayani | Mouha ou Hammou Zayani |                            |                               |  |  |       |  |  |                           |  |  |                             |  |
|                                    |                        | Hennou                     | …                             |  |  |       |  |  |                           |  |  |                             |  |
|                                    |                        | Hennou                     | …                             |  |  |       |  |  |                           |  |  |                             |  |
|                                    |                        | Hennou                     | …                             |  |  |       |  |  |                           |  |  |                             |  |
| Lalla Latifa Hammou                |                        | Hennou                     |                               |  |  |       |  |  |                           |  |  |                             |  |
|                                    |                        | …                          | …                             |  |  |       |  |  |                           |  |  |                             |  |
|                                    |                        | …                          | …                             |  |  |       |  |  |                           |  |  |                             |  |
|                                    |                        | …                          | …                             |  |  |       |  |  |                           |  |  |                             |  |
| …                                  |                        | …                          |                               |  |  |       |  |  |                           |  |  |                             |  |
|                                    |                        | …                          | …                             |  |  |       |  |  |                           |  |  |                             |  |
|                                    |                        | …                          | …                             |  |  |       |  |  |                           |  |  |                             |  |
|                                    |                        | …                          | …                             |  |  |       |  |  |                           |  |  |                             |  |
|                                    |                        | …                          |                               |  |  |       |  |  |                           |  |  |                             |  |